# Per-Erik Larsson
Per-Erik Larsson (né le 3 mai 1929 et décédé le 31 mai 2008) est un ancien fondeur suédois.

## Palmarès

### Jeux Olympiques
| Épreuve / Édition | Cortina d'Ampezzo 1956 | Squaw Valley 1960 |
| 15 km             | 12e                    | 17e               |
| 30 km             | 7e                     |                   |
| 4 × 10 km         | Bronze                 |                   |

### Championnats du monde
| Épreuve / Édition | Falun 1954 | Lahti 1958 |
| 4 × 10 km         | Bronze     | Or         |